# Bosnia y Herzegovina en los Juegos Olímpicos de Atenas 2004
Bosnia y Herzegovina estuvo representada en los Juegos Olímpicos de Atenas 2004 por un total de 9 deportistas, 7 hombres y 2 mujeres, que compitieron en 8 deportes.
El portador de la bandera en la ceremonia de apertura fue el tirador Nedžad Fazlija. El equipo olímpico bosnio no obtuvo ninguna medalla en estos Juegos.